# Cornelius Gurlitt (sběratel)
Rolf Nikolaus Cornelius Gurlitt (28. prosince 1932, Hamburk, Německo – 6. května 2014, Mnichov, Německo) byl syn Hildebranda Gurlitta, obchodníka Třetí říše s nacistickým ukradeným uměním. On sám se proslavil ukrytými uměleckými díly objevenými v jeho bytě, z nichž některá byla prokázána jako umění zkonfiskované a dopravené do Německa nacisty během druhé světové války. Byl prasynovcem Cornelia Gurlitta, historika umění, a vnukem Cornelia Gurlitta hudebního skladatele.

## Životopis
Gurlittovi rodiče byli obchodník s uměním a bývalý ředitel muzea Hildebrand Gurlitt, který pracoval pro nacisty prodávající vydrancované umění, a Helene Gurlitt, rozená Hanke. Vyrůstal v hamburské čtvrti Dammtor se svou sestrou Renate (později známou jako Benita), která se tam narodila v roce 1935. Základní školu absolvoval v Hamburku, střední školu v Drážďanech, dokud město nebylo zničeno spojeneckým bombardováním v roce 1945, tehdy bylo Gurlittovi 13 let. Rodina se přestěhovala na venkov do Aschbachu v Porýní-Falc. V roce 1946 byli Gurlitt a jeho sestra posláni do soukromé "Odenwaldschule" v Heppenheimu. V roce 1953 Gurlitt v Düsseldorfu ve věku 20 let složil maturitní zkoušku.
V roce 1956 studoval dějiny umění na "Cologne University" v Kolíně nad Rýnem. Jeho otec Hildebrand Gurlitt zahynul při dopravní nehodě a jeho manželce Helene byla ponechána péče o rozsáhlou a hodnotnou, ale obecně málo známou soukromou sbírku umění. V roce 1961 koupila Helene dva malé byty na předměstí Mnichova. Gurlitt se přestěhoval do Rakouska a postavil si malý dům v Aigenu, relativně bohatém předměstí Salcburku. Jeho matka zemřela v lednu 1968, poté Gurlitt dělil svůj čas mezi jeden ze dvou mnichovských bytů (které zdědila jeho sestra) a svůj salcburský dům; nikdy se neoženil a další čtyři desetiletí žil sám, obklopen uměleckou sbírkou, kterou zdědil po matčině smrti. Žil skromně, pořídil si levné auto Volkswagen a byl samotářem, jenž udržoval co nejméně kontaktů s okolním světem. Výjimkou byly pravidelné návštěvy sestry. Kromě německého pasu měl i rakouské občanství a v Rakousku také platil daně. Po roce 2000 se zdravotní stav Gurlitta zhoršil a svůj salcburský dům navštěvoval méně často. Většinu času pobýval ve svém mnichovském bytě. Nikdy neměl žádný jiný zdroj příjmů než peníze zděděné po matce. Je tedy velmi pravděpodobné, že žil z příležitostného prodeje obrazů ze sbírky svého otce. Peníze byly poukazovány na účet ve švýcarském Curychu, kam Gurlitt cestoval každých čtyři až šest týdnů a vybíral si 9 000 EUR na své životní náklady. Existence, kvalita a rozsah zděděné sbírky zůstávala do značné míry tajná jak jeho známým, tak široké veřejnosti. Ovšem podle jednoho dealera byla „všeobecně známá mezi dealery v jižním Německu“.
Sbírka byla zabavena německými daňovými úřady v roce 2012. V roce 2014 bylo odsouhlaseno navrácení děl do Gurlittova vlastnictví, ale ve skutečnosti k tomu během jeho života nedošlo. Poté, co se o sbírku a okolnosti jejího vzniku v roce 2013 začala zajímat veřejnost, Gurlitt souhlasil s tím, že veškeré předměty, které lze identifikovat jako ukradené, by měly být vráceny pozůstalým příbuzným osob, kterým byly předměty původně odcizeny. Ve své závěti odkázal veškerý svůj majetek, včetně sbírky umění, Museum of Fine Arts (Muzeum výtvarných umění) ve švýcarském Bernu. Muzeum souhlasilo s jejich přijetím po vyjmutí veškerých položek podezřelého původu, které zůstanou v Německu až do dalšího vyšetřování.

## Historie objevení sbírky
V září 2010 byl Gurlitt, tehdy 77letý, kontrolován ve vlaku cestou z Curychu do Mnichova. Bylo zjištěno, že má u sebe 9 000 EUR. Gurlitt uvedl, že částka pochází z prodeje některých jeho obrazů, jenž má v majetku od roku 1978. Částka byla nižší než zákonem povolený limit, který mohl být přepravován mezi státy v hotovosti, ale přesto vzbudila podezření úřadů. Úředníci měli podezření, že by Gurlitt mohl být zapojen do nějakého druhu uměleckého podvodu při prodeji ukradených uměleckých děl na černém trhu, a navíc v Německu neplatil žádnou daň. Němečtí celníci obdrželi rozkaz k prohlídce sestřina bytu v Mnichově, kde Gurlitt žil a objevili 1406 uměleckých děl. Původně uváděná hodnota děl byla 1 miliarda EUR (částka byla následně snížena na několik desítek milionů eur, což je stále značná suma). Sbírka obsahovala díla Renoira, Matisse, Otto Dixe a mnoha dalších slavných umělců. Všechna tato díla byla zabavena úředníky augsburského státního zastupitelství a Gurlitt čelil žalobě. Zákonnost žaloby byla později zpochybněna soudem. Gurlitt neměl v té době žádného právníka a jeho opakované žádosti o vrácení sbírky, neboť se podle něj nedopustil žádného trestného činu, zůstaly bez povšimnutí. Vyšetřování augsburského prokurátora mezitím probíhalo velmi pomalu a mimo dohled veřejnosti až do doby, kdy byl nález zveřejněn v tisku a německým časopisem "Focus" dne 3. listopadu 2013. Zprávy o senzačním objevu obletěly celý svět.
V prosinci 2013 místní soud v Mnichově jmenoval německého právníka Christopha Edela jako právního zástupce Cornelia Gurlitta na šest měsíců v rámci režimu poskytujícím právní zastoupení starým nebo nemocným klientům. Edel podal žaloby nejprve na neidentifikované úředníky, kteří předali informace o objevu tisku, poté na prokuraturu o navrácení sbírky, tu však Gurlitt už nikdy neuviděl. Gurlitt také Edelovi odhalil existenci druhé části sbírky v jeho salcburském domě. Edel podnikl jménem Gurlitta kroky k zajištění a přemístění sbírky na nové místo; těchto položek bylo více než 250, včetně děl Moneta, Renoira, Gauguina, Liebermanna, Toulouse-Lautreca, Courbeta, Cézanna, Muncha a Maneta. K těmto obrazům se německé úřady nikdy nedostaly.
Gurlitt původně tvrdil, že všechna díla v jeho sbírce byla legálně získána jeho otcem a že nebude akceptovat žádná podezření, že by sbírka obsahovala ukradené umění. Následně však v roce 2014 souhlasil s tím, že pokud by sbírka skutečně obsahovala ukradené obrazy, vrátí je právoplatným dědicům rodin, jimž byly ukradeny. Tím vyhověl (nezávazným) Washingtonským zásadám z roku 1998 (Washington Principles on Nazi-Confiscated Art) o nacistickém vydrancovaném umění, ačkoli z tohoto ujednání pro něho nevyplývala žádná právní povinnost. Podle německého práva jakékoli nároky na restituci vypleněného umění vypršely po 30 letech, lhůta vypršela v roce 2010. Již v roce 2011 poslal Gurlitt jeden obraz Maxe Beckmanna „The Lion Tamer (Krotitel lvů)“ k prodeji do kolínské aukční síně Lempertz, kde jej poznal Mike Hulton, dědic židovské rodiny, které bylo dílo ukradeno před druhou světovou válkou. Nic ovšem nenasvědčovalo tomu, že by se Hildebrand Gurlitt podílel na původní krádeži. Zástupci galerie se setkali s Gurlittem a poté i s Hultonem a vyjednali smírné urovnání. Oba se podělili o zisk z prodeje, obraz se nakonec prodal za 864 000 EUR.

## Smrt a následné události
Gurlitt zemřel dne 6. května 2014 ve věku 81 let na srdeční selhání. V závěti, kterou napsal krátce před svou smrtí, nečekaně určil malé muzeum ve Švýcarsku, Museum of Fine Arts Bern jako svého „jediného dědice“. Lidé blízcí Gurlittovi řekli americkým novinám, že se rozhodl dát sbírku zahraniční instituci, protože měl pocit, že Německo s ním a jeho otcem zacházelo špatně. Dědictví zahrnovalo předměty, které Gurlitt uchovával v Mnichově a také v Salcburku, které německé orgány nezkonfiskovaly, protože jejich působnost se nevztahovala na majetek držený v Rakousku, plus jeho majetek na dalších dvou místech, o nichž následně muzeum v Bernu oznámilo, že je bude prodávat za účelem vyrovnání nákladů spojených s přijetím odkazu. Závěť stanovila, že muzeum bude mít povinnost prozkoumat původ obrazů a případně provést restituci. Muzeum se rozhodlo přijmout díla, u nichž nic nenasvědčovalo, že představují výnosy z rabování v nacistické éře, a uzavřelo s německými a švýcarskými úřady společnou dohodu o vyřízení odkazu. Závěť byla zpochybněna jedním z Gurlittových bratranců na základě psychiatrické zprávy, která tvrdila, že Gurlitt v době, kdy psal svou závěť, trpěl demencí, schizoidní poruchou osobnosti a zmateností. Zpochybnění závěti soud odmítl.
Některá díla byla označena jako zkonfiskovaná a byla vrácena dědicům legitimních vlastníků, zejména portrét Matisse, vrácený dědicům francouzského obchodníka s uměním Paula Rosenberga. Další významný obraz ze sbírky Two Riders on a Beach (Dva jezdci na pláži) z roku 1901 od Maxa Liebermanna byl vrácen dědicům německo-židovského průmyslníka a sběratele umění Davida Friedmanna a prodán v aukci v červnu 2015. Koncem roku 2014 byla také identifikován obraz Musical Pair (Hudebníci) od Carla Spitzwega a navrácen dědici původního majitele. Malý počet dalších položek byl identifikován jako nacistický konfiskát a byl vrácen dědicům původních vlastníků.
Výstavy některých děl ze sbírky se konaly v listopadu 2017.